# Уолтерс, Сэмюэль

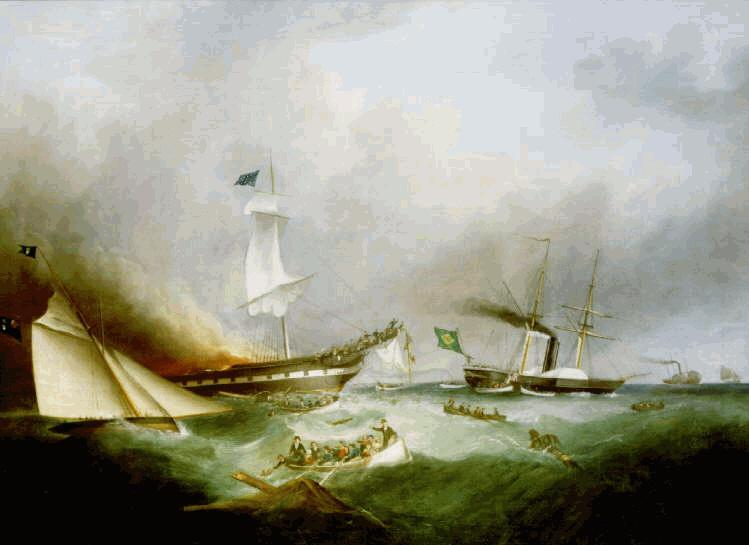
Сожжение Океанского Монарха (1850), Сэмюэль Уолтерс

Сэмюэль Уолтерс (1811–1882) был английским художником-маринистом, считающимся самым ярким представителем Ливерпульской школы искусства марины. Его отец, Майлз Уолтерс, также был (менее известным) художником-маринистом. Он родился в Лондоне и переехал в Ливерпуль, где был широко известен. Его работы также были популярны в Северной Америке.

## Жизнь
Сэмюэль Уолтерс родился в Лондоне. Его отец также был художником-маринистом, и хотя он обучал Сэмюэля, Сэмюэль был в основном самоучкой. Сэмюэль переехал в Ливерпуль и начал выставлять работы в 1830 году. В 1841 году он стал членом Ливерпульской академии искусств. Его работы выставлялись в Королевской академии с 1842 по 1861 год, а также он жил в Лондоне с 1845 по 1847 год, прежде чем вернуться в Ланкашир, и поселиться в Бутле. 

## Творчество
Он специализировался на написании картин маслом и акварелью на холсте. На ресурсе Музеев Ливерпуля перечислены более 10 его картин, находящихся в постоянной экспозиции в Ливерпуле, а также совместная работа Уолтерса и его отца. Среди известных кораблей, которые он нарисовал, включают CSS Florida и CSS Alabama.
Его картины находятся в государственных коллекциях по всему миру, включая Великобританию, США, Канаду и Австралию.

## Внешние ссылки
- 74 работы, созданные Сэмюэлем Уолтерсом или после него, на сайте Art UK.